# Surahammar
Surahammar ist ein Ort (tätort) in der schwedischen Provinz Västmanlands län und der historischen Provinz Västmanland.
Er ist Hauptort der gleichnamigen Gemeinde. Der Ortsname Sura- (sauer) hammar (Hammer) bezieht sich auf die eisenverarbeitenden Fabriken, die den Ort über viele Jahre prägten.

## Geschichte
Der Ort bildete sich am Fluss Kolbäcksån als Zentrum für die Verarbeitung des Eisenerzes aus dem nahe gelegenen Norberg. Bis zum Ende des 17. Jahrhunderts gab es nur ein kleines Hammerwerk, das im folgenden Jahrhundert leicht ausgebaut wurde. Der eigentliche Aufschwung kam 1845 mit der Übernahme durch den Goldschmied E. A. Zethelius aus Stockholm. Diese Entwicklung wurde 1872 gesteigert, als die Aktiengesellschaft Surahammars bruks AB gegründet wurde. Es entstanden mehrere Hochöfen, Walzwerke und Schmieden, die unter anderem Produkte für das schwedische Eisenbahnwesen herstellten.
1916 hatte die Gesellschaft etwa 1.350 Angestellte und produzierte Produkte für zusammen 9,55 Millionen schwedische Kronen. Auf einer Insel im Kolbäcksån entstand das schlossartige Hauptgebäude der Firma. Für die positive Entwicklung des Ortes sorgte der Bau der Eisenbahnlinie Stockholm–Västerås–Bergslagen, die hier einen Anschluss an die firmeneigene Schmalspurbahn, die Lisjöbanan, hatte.

## Persönlichkeiten
- Ingrid Carlberg (* 1961), Journalistin und Buchautorin